# Școala de sperieturi a lui Casper (serial)
Școala de sperieturi a lui Casper (engleză Casper's Scare School) este un serial de animație generat de calculator din 2009 bazat pe filmul cu același nume din 2006, avându-l în rolul principal pe Casper, fantoma prietenoasă. Serialul este format din două sezonane, al doilea având voci diferite și un stil de animație CGI puțin altfel față de primul. A fost produs de Harvey Entertainment, Classic Media, MoonScoop și DQ Entertainment, având premiera în 5 octombrie 2009. Serialul a fost difuzat pe Cartoon Network din 2009 până în 2012 în SUA, și de asemenea în România tot din 2009 (fiind difuzat numai primul sezon și nu și al doilea). A fost difuzat ulterior pe Boomerang și Megamax. Există și un joc video bazat pe serial.

## Despre serial
Serialul se învârte în jurul fantomei Casper care învață la Școala de sperieturi, localizată în lumea de dincolo. Pentru a abslovi școala, acesta trebuie să fie capabil să sperie lumea înainte să fie exilat în valea umbrelor din cauza eșecului, însă îi este cam greu. El trece printr-o mulțime de aventuri cu elevii care frecventează acolo.

## Personaje

### Personaje principale
- Casper - Casper este nou la școală și servește ca un personaj principal. El este o fantomă prietenoasă și drăguță ce locuiește cu cei trei unchi ai săi, Grăsanul, Mirositorul și Îngustul. Cei mai buni prieteni ai săi de la Școala de sperieturi sunt zombiul Mantha și nu-prea-deșteapta mumie Ra, pe care acesta îi iubește ca pe o familie. El mai are și un prieten uman din lumea reală pe nume Jimmy Bradley.
- Ra - Este unul dintre prietenii lui Casper, o mumie departe de mormântul său, dar el se potrivește la Școala de sperieturi. El are peste 2000 de ani și face parte dintr-o familie de mumii regală din Egipt. Nu este prea isteț și de cele mai multe ori se lasă păcălit cu ușurință. Cei mai buni prieteni ai săi sunt Casper, Mantha și Jimmy. El este alergic la otravă și flori. Este de asemenea un bun cântăreț și un dansator.
- Mantha - Cealaltă prietenă a lui Casper, Mantha este un zombi feminin ce-și poate scoate tot timpul părțile din corpul său când are nevoie. Chiar și-așa, ea poate să-și controleze foarte bine și să-și miște mâinile și picioarele, chiar și ochii când i-a scos. Uneori ea nu mai poate să-și mai pună la loc membrele. Întotdeauna aceasta încearcă să demonstreze că zombii sunt foarte superiori și că "nu sunt doar niște chestii hodorogite fără minte". Cei mai buni prieteni ai săi sunt Casper, Ra și Jimmy.
- Lupușor (en. Wolfie) - Lupușor este un vârcolac timid dar deștept ce se înțelege foarte bine cu Casper. El se comportă de obicei ca un cățeluș: îi place să aducă bățul, să-și urmărească coada și nu poate rezista oaselor. Când se face lună plină, Lupușor devine uriaș și foarte violent și merge în colțul cantinei pentru siguranța celorlalți.
- Kibosh - Kibosh este o fantomă verde și marele conducător al lumii de dincolo, care este temut de toți (în special de Alder și Dash). Întotdeauna le dă bătăi de cap lui Alder și Dash pentru că nu pot să-l facă pe Casper o fantomă rea. Când era mic, el era prietenos la fel ca Casper.
- Scorțosul (en. Thatch) - Scorțosul este un vampir și bătăușul școlii. El este nemilos, egoist și răutăcios și mereu se ia de cilalți copii fără niciun motiv (în special de Casper, Mantha și Ra). Când face necazuri acesta tot timpul o ia pe coajă la sfârșit.
- Grăsanul, Mirositorul și Îngustul (en. Fatso, Stinky and Stretch) - Ei sunt cei trei unchi ai lui Casper, care-l iubesc foarte mult și îl ajută când acesta are nevoie. Apar de diverse dăți în serial, fie încercând să facă bani sau să-l ajute pe Casper.
- Jimmy Bradley - Jimmy este prietenul uman al lui Casper. Casper ocazional pleacă de la școală ca să se întâlnească cu acesta. Este prieten și cu Mantha și cu Ra.
- Alder și Dash - Ei sunt directorii școlii de sperieturi ce vor să cucerească lumea. Amândoi sunt un monstru cu două capte și un singur corp. Aceștia sunt foarte nepoliticoși și manipulativi ce vor să cauzeze elevilor haos. Lui Alder îi place trucul cu moneda după ureche iar lui Dash îi place muzica. Alder poartă pe cap un fes de vreme ce Dash are o pălărie academică. Dash este mai deștept și complicele dintre cei doi iar Alder este mai încet la asimilare dar uneori are și el idei bune. Numele lor formează un joc de cuvinte pentru cuvântul "balderdash", care înseamnă în română "baliverne".
- Profesorul Arsuri (en. Prof. Thurdigree Burns) - Profesorul de chimie de la Școala de sperieturi ce este un dragon și crede că transpirația este "sucul fricii". Întotdeauna acesta scoate flăcări pe nări la nevoie. Mereu zice chestii neadevărate despre oameni iar Casper încearcă să-l corecteze, ceea ce lui nu-i place.
- Heady Hopper - Profesoara de istorie de la școala de sperieturi ce este doar un cap pus într-un glob de cristal ce stă pe o masă. Ea este capabilă să zboare cu masă cu tot și posedă puterea de levitație. Ea este de asemenea îndrăgostită de Proful de Frankensport.
- Proful de Frankensport (en. Frankengymteacher Coach)- El este profesorul de sport Frankenstein de la școala de sperieturi. Când acesta se enervează becurile sale se fac roșii. De obicei îi învață pe elevi să se ferească de săteni supărați cu torțe, dar de obicei se sperie singur printr-un perete. El este îndrăgostit de Heady Hopper.
- Balaurii (en. The Gargoyles) - Ei sunt un fel de forță de securitate pentru școală și de asemenea disciplinari pentru elevi. Au și o mătură magică ce transformă pe oricine puși în ea în statuie, pe care o folosesc de obicei pe oameni.

### Personaje secundare
- Mickey și Monaco - Ele sunt două surori gemene schelete. Ele sunt tipul fetelor foarte interseate de modă și le place să se fardeze, să se macheze și să-și aranjeze părul, în ciuda faptului că ele sunt doar niște schelete.
- Femeia de la cantină (en. The Cafeteria Thing) - Femeia de la cantină este un monstru mov ce seamănă cu o caracatiță. Singurul lucru care se vede sunt tentaculele sale mov și masive. Ea le dă copiilor mâncare în timpul prânzului.
- Asistenta (en. The Nurse) - Asistenta școlii este o gorgonă, dar privirea sa nu transformă lumea în stană de piatră. De obicei le dă elevilor rețete înfricoșătoare și stranii.
- Monstrul de apă (en. The Sea Monster) - Monstrul de apă trăiește în jurul șanțului Școlii de sperieturi. El este un șarpe de mare reptilian mov cu cap de dragon. El pare înfricoșător dar este de fapt prietenos. Acesta este bun prieten cu Casper.
- Cap-sec (en. Mosshead) - El este un personaj ce este prieten cu Scorțosul, ce pare să fie o creatură de mlaștină. Într-un episod Casper la invitat la el acasă când acesta nu avea unde să stea în timpul vacanței dar a demonstrat că-i o pacoste pentru Casper și unchii săi.
- Alunecosul (en. Slither) - Alunecosul este un personaj de fundal și un alt prieten de-al Scorțosului. El pare să fie gotic, are tentacule ca mâini și picioare și este un fel de creatură șarpe. Acesta pare de asemenea că este îndrăgostit de Fata model.
- Fata model (en. Dummy Girl) - Un alt personaj de fundal și încă o prietenă de-a Scorțosului. Ea este o marionetă vie ce încearcă să fie amuzantă, dar nu-i merge mereu.
- Quasi - Quasi este un căpcăun ce este îngrijitorul școlii de sperieturi, însă lui nu-i place meseria asta.
- Muscă (en. Flyboy Maggoty) - Muscă este, cum numele și indică, o muscă, dar de mărimea unui om obișnuit. A fost cândva, împreună cu tatăl său, un om.
- Triclops - Triclops este o fată timidă cu trei ochi și un alt personaj de fundal.
- Cap de dovleac (en. Pumpkinhead) - El este un elev ce are cu el un jack-o-lantern pentru cap. Ca și Mantha, câteodată îi cade capul și poate de asemenea să scoată foc pe gură, dar nu atât de tare ca Profesorul Arsuri.
- Harpy - Harpy este o fetiță pasăre și de asemenea un personaj episodic. Ea nu vorbește cu cuvinte ca ceilalți elevi și scoate sunete de pasăre. Într-un episod Ra devenise iubitul ei și a invitat-o la dans, deși în mod forțat.
- Norman - Norman este un băiat din lumea reală ce se ia tot timpul de Jimmy. Apariția sa nu este consistentă; a apărut fie ca un băiețel cu păr maro sau ca un băiețel cu păr blond și fes albastru. Însă într-un episod apar amândouă formele ale lui Norman, demonstrând poate, că sunt doi copii cu nume identice. Norman (cel blond cu fes albastru) are și o soră mai mare ce vrea să-l oprească să fie bătăuș, de-obicei amenințându-l cu pârâtul la părinți.

## Episoade
| Premiera în România | Nr | Titlu român                           | Titlu englez                    |
| ------------------- | -- | ------------------------------------- | ------------------------------- |
|                     |    |                                       |                                 |
| PRIMUL SEZON        |    |                                       |                                 |
|                     |    |                                       |                                 |
| 01.09.2009          | 01 | Colțul cariat                         | Fang Decay                      |
| 01.09.2009          | 01 | Ziua marii sperieturi                 | Scare Day                       |
|                     |    |                                       |                                 |
| 02.09.2009          | 02 | Dezarmat și periculos                 | Disarmed And Dangerous          |
| 02.09.2009          | 02 | Frankenresturi                        | Frankenleftovers                |
|                     |    |                                       |                                 |
| 03.09.2009          | 03 | Bătăușul tău                          | Bully For You                   |
| 03.09.2009          | 03 | Ra-nimatorul                          | The Ra-Nimator                  |
|                     |    |                                       |                                 |
| 04.09.2009          | 04 | Un weekend cu iepurașul               | Weekend At Bunny’s              |
| 04.09.2009          | 04 | O zi crâncenă                         | Grimly Day                      |
|                     |    |                                       |                                 |
| 05.09.2009          | 05 | Erou din greșeală                     | Accidental Hero                 |
| 05.09.2009          | 05 | Ra e mare bogătaș                     | Rich Kid Ra                     |
|                     |    |                                       |                                 |
| 06.09.2009          | 06 | În căutarea dragonului                | Dragon Quest                    |
| 06.09.2009          | 06 | O zi pe dos                           | Opposite Day                    |
|                     |    |                                       |                                 |
| 07.09.2009          | 07 | Cercetașii sperieturilor              | Scare Scouts                    |
| 07.09.2009          | 07 | Boo!                                  | Boo!                            |
|                     |    |                                       |                                 |
| 08.09.2009          | 08 | Hocus-pocus Prep-orașus               | Abra-Ca-Deestown                |
| 08.09.2009          | 08 | Praf de micșorat                      | Shrinky Dust                    |
|                     |    |                                       |                                 |
| 09.09.2009          | 09 | Concursul de cântat                   | Bands on the Run                |
| 09.09.2009          | 09 | Votați-l pe Casper                    | Vote for Casper                 |
|                     |    |                                       |                                 |
| 10.09.2009          | 10 | Permisiune imposibilă                 | Permission Impossible           |
| 10.09.2009          | 10 | Ce te-a apucat?                       | What Possessed You?             |
|                     |    |                                       |                                 |
| 11.09.2009          | 11 | Un Crăciun sperietor de fericit       | Merry Scary Christmas           |
| 11.09.2009          | 11 | Timpul nu stă după fantome            | Time Waits for No Ghost         |
|                     |    |                                       |                                 |
| 12.09.2009          | 12 | Fantomele schimbă planurile de mutare | Ghost Bust a Move               |
| 12.09.2009          | 12 | Harpy cea drăguță                     | My Fair Harpy                   |
|                     |    |                                       |                                 |
| 13.09.2009          | 13 | În carne și oase                      | Fleshed Out                     |
| 13.09.2009          | 13 | Încurcături la conac                  | Messy Business at the Manor     |
|                     |    |                                       |                                 |
| 14.09.2009          | 14 | Paramedicul paranormal                | Paramedic Paranormal            |
| 14.09.2009          | 14 | Înapoi la școală                      | Back to Ghoul                   |
|                     |    |                                       |                                 |
| 15.09.2009          | 15 | 2500 de lumânări pentru Ra            | 2500 Candles for Ra             |
| 15.09.2009          | 15 | Lumea de dincolo e țăcănită rău       | It’s A Mad, Mad, Mad Underworld |
|                     |    |                                       |                                 |
| 16.09.2009          | 16 | Blestemul sandvișului                 | Curse of the Sandwich           |
| 16.09.2009          | 16 | Un monstruleț adevărat                | A Real Little Monster           |
|                     |    |                                       |                                 |
| 17.09.2009          | 17 | Ra e un geniu                         | Whiz Kid Ra                     |
| 17.09.2009          | 17 | Belestemul sarcofagului               | Curse of the Sarcophagus        |
|                     |    |                                       |                                 |
| 14.10.2009          | 18 | Dimensiuni trăsnite                   | Dimension Demented              |
| 14.10.2009          | 18 | Îmblânzirea monstrulețului            | Taming of the Gloutch           |
|                     |    |                                       |                                 |
| 21.10.2009          | 19 | Sună clopoțelul                       | Ring My Bell                    |
| 21.10.2009          | 19 | Ofițerul secund Casper                | First Mate Casper               |
|                     |    |                                       |                                 |
| 16.10.2009          | 20 | Pana de curent                        | Power Outage                    |
| 17.10.2009          | 21 | Pana de curent                        | Power Outage                    |
|                     |    |                                       |                                 |
| 13.11.2009          | 22 | Fantoma din galerie                   | Ghost in the Gallery            |
| 13.11.2009          | 22 | Profesorul gripat                     | Wart on the Nose                |
|                     |    |                                       |                                 |
| 24.10.2009          | 23 | Răzbunarea vânătorului de creaturi    | Revenge of the Creature Catcher |
| 24.10.2009          | 23 | Slugby                                | Slugby                          |
|                     |    |                                       |                                 |
| 25.10.2009          | 24 | Ar trebui să apari în filme           | You Oughta Be in Pictures       |
| 25.10.2009          | 24 | Creaturile din criptă                 | Crypt Critters                  |
|                     |    |                                       |                                 |
| 26.10.2009          | 25 | Retsabilizatorul                      | The Reflesherator               |
| 26.10.2009          | 25 | Stăpânul bășicilor                    | Master Blister                  |
|                     |    |                                       |                                 |
| 27.10.2009          | 26 | Casper pețitorul                      | Casper, the Match Maker         |
| 27.10.2009          | 26 | Jimmy Bradley: vânătorul de creaturi  | Jimmy Bradley: Creature Catcher |
|                     |    |                                       |                                 |
| SEZONUL 2           |    |                                       |                                 |
|                     |    |                                       |                                 |
|                     | 27 |                                       | Monster Movie                   |
|                     | 27 | Quacky Duck                           |                                 |
|                     |    |                                       |                                 |
|                     | 28 |                                       | Dopplegangers                   |
|                     | 28 | Totally Bats!                         |                                 |
|                     |    |                                       |                                 |
|                     | 29 |                                       | Cappy’s Mail Order Eyes         |
|                     | 29 | Pumpkinpal                            |                                 |
|                     |    |                                       |                                 |
|                     | 30 |                                       | The Day the Professor Croaked   |
|                     | 30 | A Potent Brew                         |                                 |
|                     |    |                                       |                                 |
|                     | 31 |                                       | The Bellyache Mystery           |
|                     | 31 | Goodbye Jimmy                         |                                 |
|                     |    |                                       |                                 |
|                     | 32 |                                       | Poltergeist Assignment          |
|                     | 32 | Little Dragon                         |                                 |
|                     |    |                                       |                                 |
|                     | 33 |                                       | A Haunting Smell                |
|                     | 33 | Manor Has Disappeared                 |                                 |
|                     |    |                                       |                                 |
|                     | 34 |                                       | Thatch My Idol                  |
|                     | 34 | Monster Catcher                       |                                 |
|                     |    |                                       |                                 |
|                     | 35 |                                       | Home Alone                      |
|                     | 35 | I’m Not a Hero                        |                                 |
|                     |    |                                       |                                 |
|                     | 36 |                                       | Dream Team                      |
|                     | 36 | Curse of the Ring                     |                                 |
|                     |    |                                       |                                 |
|                     | 37 |                                       | Cheese                          |
|                     | 37 | Casper’s New Friend                   |                                 |
|                     |    |                                       |                                 |
|                     | 38 |                                       | Sweet Dreams                    |
|                     | 38 | Typewriter From Hell                  |                                 |
|                     |    |                                       |                                 |
|                     | 39 |                                       | Mad-Dog McSneer                 |
|                     | 39 | Our Boy Wolfie                        |                                 |
|                     |    |                                       |                                 |
|                     | 40 |                                       | Ghost Writer                    |
|                     | 40 | Ghost Magnet                          |                                 |
|                     |    |                                       |                                 |
|                     | 41 |                                       | Invasion of the Bog Monsters    |
|                     | 41 | Now You See Me Now You Don’t          |                                 |
|                     |    |                                       |                                 |
|                     | 42 |                                       | Love Potion                     |
|                     | 42 | Stage Fright                          |                                 |
|                     |    |                                       |                                 |
|                     | 43 |                                       | Substitute Gargoyle             |
|                     | 43 | Ship in a Bottle                      |                                 |
|                     |    |                                       |                                 |
|                     | 44 |                                       | Jack Out of the Box             |
|                     | 44 | Casper Meets Super Choc               |                                 |
|                     |    |                                       |                                 |
|                     | 45 |                                       | Frankengymteacher’s Monster     |
|                     | 45 | Radio Blodge                          |                                 |
|                     |    |                                       |                                 |
|                     | 46 |                                       | Davey Jone’s Locker             |
|                     | 46 | Save Graham                           |                                 |
|                     |    |                                       |                                 |
|                     | 47 |                                       | Black Cat                       |
|                     | 47 | Jimmy the Ghost                       |                                 |
|                     |    |                                       |                                 |
|                     | 48 |                                       | Woodward’s Day Out              |
|                     | 48 | Calc the Cameleon                     |                                 |
|                     |    |                                       |                                 |
|                     | 49 |                                       | Fearless Freddie                |
|                     | 49 | Triclops Mistress of Dark             |                                 |
|                     |    |                                       |                                 |
|                     | 50 |                                       | The Great Screamboard Disgrace  |
|                     | 50 | Jimmy’s Truck Call                    |                                 |
|                     |    |                                       |                                 |
|                     | 51 |                                       | Last Dance                      |
|                     | 51 | Mummy’s Boy                           |                                 |
|                     |    |                                       |                                 |
|                     | 52 |                                       | To Catch a Monster              |
|                     | 52 | No Bones About It                     |                                 |
|                     |    |                                       |                                 |

## Legături externe
- Școala de sperieturi a lui Casper la Internet Movie Database